# Live 2015 (álbum de Belle and Sebastian)
Live 2015 es un álbum en directo de la banda escocesa Belle and Sebastian.

## Grabación
Tercer álbum en directo de Belle and Sebastian, grabado en el The SSE Hydro Arena de Glasgow el 18 de mayo de 2015. Las primeras 100 copias fueron distribuidas por el sello Concert Live firmadas por los miembros de la banda.

## Lista de canciones
| Disco 1 |                            |          |  |
| N.º     | Título                     | Duración |  |
| 1.      | «Intro»                    | 1:30     |  |
| 2.      | «Nobody's Empire»          | 5:13     |  |
| 3.      | «I'm A Cuckoo»             | 4:06     |  |
| 4.      | «The Party Line»           | 4:30     |  |
| 5.      | «Dirty Dream Number Two»   | 4:32     |  |
| 6.      | «If She Wants Me»          | 4:51     |  |
| 7.      | «I Want The World To Stop» | 4:30     |  |
| 8.      | «Perfect Couples»          | 8:18     |  |

| Disco 2 |                                       |          |  |
| N.º     | Título                                | Duración |  |
| 1.      | «Lord Anthony»                        | 4:43     |  |
| 2.      | «If You're Feeling Sinister»          | 5:48     |  |
| 3.      | «The Power of Three»                  | 4:06     |  |
| 4.      | «Electronic Renaissance»              | 5:07     |  |
| 5.      | «Dear Catastrophe Waitress»           | 2:28     |  |
| 6.      | «If You Find Yourself Caught In Love» | 4:37     |  |
| 7.      | «The Boy With The Arab Strap»         | 7:15     |  |
| 8.      | «Legal Man»                           | 3:20     |  |
| 9.      | «Sleep the Clock Around»              | 6:03     |  |

| Disco 3 |                                    |          |  |
| N.º     | Título                             | Duración |  |
| 1.      | «Get Me Away From Here, I'm Dying» | 4:19     |  |
| 2.      | «Le Pastie De La Bourgeoisie»      | 3:58     |  |